# یاران ایران
یاران ایران نام گروهی بود که فعالیت‌های اداری جامعهٔ بهائی را در غیاب محفل روحانی ملی که به دستور نظام جمهوری اسلامی تعطیل شد در ایران هدایت می‌کرد. این گروه جایگزین محفل ملی ایران پس از تعطیلی نظام اداری بهائی و تشکیلات بهائی به دستور حکومت جمهوری اسلامی است. این گروه که در حال حاضر منحل شده‌است، وظیفهٔ رسیدگی به امور اجتماعی و معنوی جامعهٔ بهائیان ایران را داشت.

## تاریخچه
بهاییان تأسیسات رسمی روحانیت را مردود می‌داند و بنابراین وظایف اداری که در مذاهب دیگر به‌طور سنتی در حوزه مسئولیت روحانیون می‌باشند، در بین بهائیان بر عهدهٔ محفل‌های روحانی هستند. محفلهای روحانی به نظارت بر امور داخلی بهائیان و اداره امور مالی ایشان می‌پردازند و به عنوان کانال ارتباطی میان نهادهای محلی، ملی و بین‌المللی عمل می‌کنند. محفل‌های روحانی محلی همچنین اختیارات لازم را به افراد، کمیته‌ها و گروه‌های ویژه برای انجام خدمات محلی مانند امور آموزشی، انتشارات، ترویج تعالیم بهایی، مشاوره ازدواج و جمع‌آوری اعانات اعطا می‌کنند. به‌طور خلاصه، محفل‌ها نقش اداره امور جامعه بهایی را بر عهده دارند.
دستور تشکیل محافل توسط بهاءالله در کتاب اقدس داده شده‌است و حداقل تعداد اعضای این جمع را ۹ نفر اعلام می‌کند. اولین محفل روحانی رسمی در تهران و در سال ۱۸۹۷ تحت نظر عبدالبهاء و توسط حاجی آخوند از ایادیان امرالله تشکیل شد. به خاطر آزار و اذیت بهائیان ایران این محفل هم وظیفه محلی و هم ملی را بر عهده گرفت. محفل روحانی بهایی ایران در سال ۱۳۶۲ و پس از انقلاب، توسط نظام جمهوری اسلامی در ایران غیرقانونی اعلام شد و پس از آن جمع جایگزین یاران ایران مسئولیت اداره امور جامعه بهائی را بر عهده گرفت.
تمام مؤسسات انتخابی و انتصابی بهائی در ایران از سال ۱۹۸۳ (۱۳۶۲) ممنوع اعلام شد و اکثر اعضای سه محفل روحانی ملی اداره کنندهٔ امور بهائیان به قتل رسیدند. در نبود این محافل یک مجمع موقت با عنوان «یاران ایران» با اطلاع کامل حکومت تشکیل شد که به امور اولیهٔ جامعهٔ سیصد هزار نفره بهائیان ایران رسیدگی کند.
تمام مسئولان حکومتی از سال ۱۳۶۲ تا کنون از وجود این گروه اطلاع داشته‌اند. در حقیقت در تمام این سال‌ها مقامات دولتی منظماً، هرچند غالباً به‌طور غیررسمی، با اعضای این هیئت در تماس بوده‌اند. جامعه بهائی غیرقانونی بودن گروه یاران ایران را بی‌پایه می‌داند.
آخرین اعضای این گروه که در ایران مسئولیت مدیریت جامعه بهائی را بر عهده داشتند عبارت بودند از:
1. فریبا کمال‌آبادی
2. جمال الدین خانجانی
3. عفیف نعیمی
4. سعید رضایی
5. بهروز توکلی
6. وحید تیزفهم
7. مهوش ثابت

شش نفر از این افراد در تاریخ ۱۴ مه ۲۰۰۸ (۲۵ اردیبهشت ۱۳۸۷) در منزل خود دستگیر شدند. هفتمین نفر، قبل از اعضای دیگر، و در تاریخ ۵ مارس ۲۰۰۸ (۱۵ اسفند ۱۳۸۶) در مشهد دستگیرشده بود. این افراد در سال ۲۰۱۰ به بیست سال زندان محکوم شدند که در نهایت محکومیت این افراد با اجرای دیرهنگام یک تبصره قانون جزایی مصوبه سال ۲۰۱۳ به ده سال زندان کاهش یافت. شش نفر از این افراد با پایان دوران حبس خود در سال ۱۳۹۶ آزاد شدند و یک نفر همچنان در حال گذراندن دوران محکومیت است.

## دستگیری

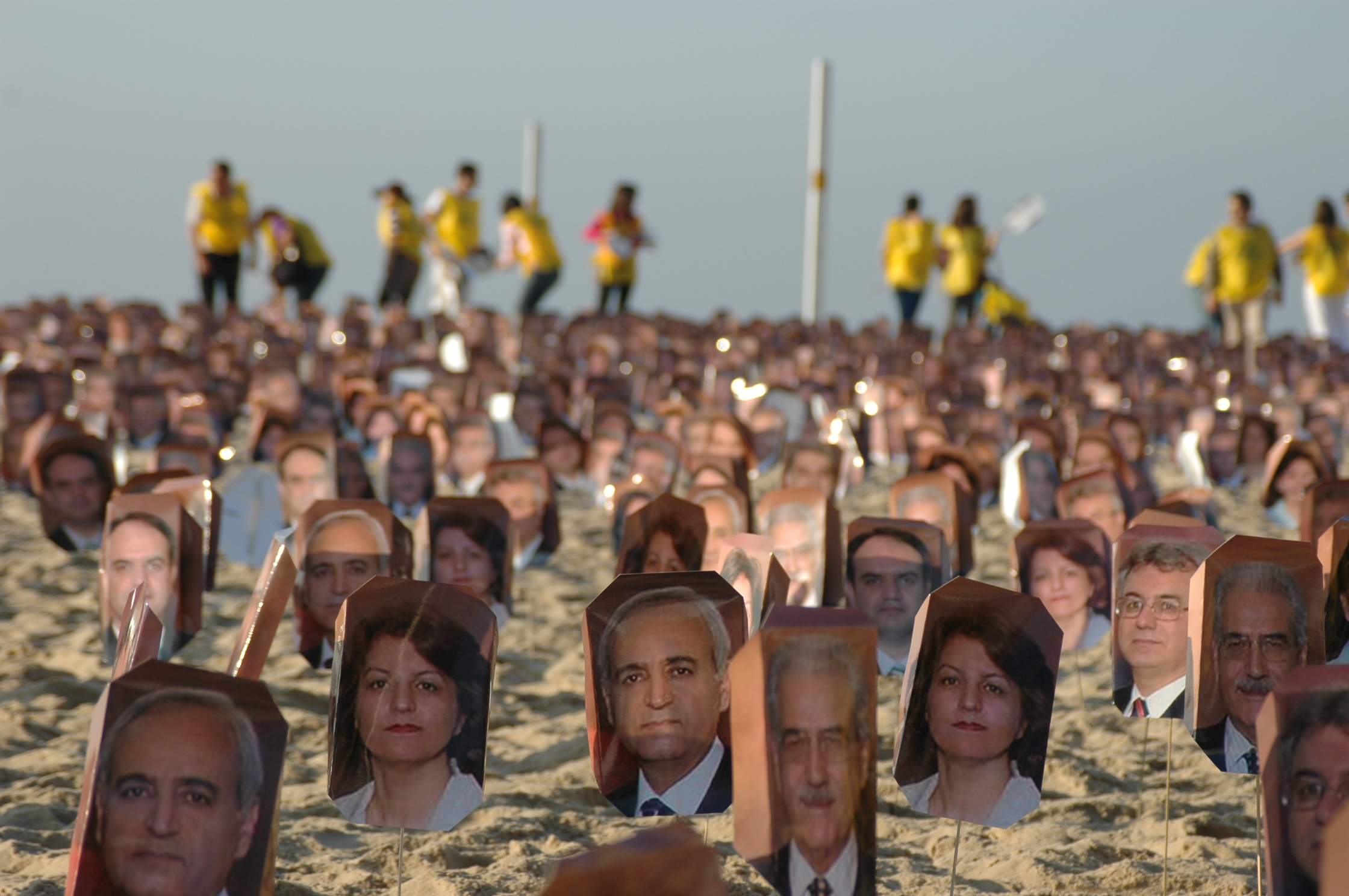
تصاویری از هفت عضو گروه یاران ایران در یک کمپین در برزیل

در تاریخ ۲۵ اردیبهشت ۱۳۸۷ مطابق ۱۴ مه ۲۰۰۸، شش تن از این افراد به نام‌های فریبا کمال‌آبادی، جمال الدین خانجانی، عفیف نعیمی، سعید رضایی، بهروز توکلی و وحید تیزفهم در حمله مأمورین امنیتی به منازل‌شان دستگیر و به زندان اوین منتقل شده‌اند. این اتفاق در ادامه دستگیری مهوش ثابت یکی دیگر از یاران ایران در اسفند ماه ۱۳۸۶ صورت گرفت. کمیسیون بین‌المللی آزادی ادیان در ایالت متحده آمریکا این عمل نظام جمهوری اسلامی را محکوم کرد. آمریکا، کانادا و اتحادیه اروپا این اقدام نظام جمهوری اسلامی را محکوم کرده و خواستار توقف آزار و اذیت بهائیان در ایران شدند. در تاریخ ۱۱ فوریه ۲۰۰۹ میلادی (۲۳ بهمن ۱۳۸۷) دادسرای امنیت تهران از صدور قرار مجرمیت برای ۷ تن از شهروندان بهایی به اتهام: «جاسوسی برای اسرائیل، توهین به مقدسات و تبلیغ علیه نظام جمهوری اسلامی» خبر داد.
جامعهٔ جهانی بهائی خبر اتهام هفت زندانی بهائی در ایران به جاسوسی و جرائم دیگر و ارجاع پرونده آنها به دادگاه انقلاب را به شدت نگران کننده خواند و آن را نشانهٔ گامی تازه و خطرناک در آزار بهائیان در این کشور دانست.

### محاکمه
شیرین عبادی پرونده وکالت این افراد را بر عهده گرفت که از زمان پذیرفتن وکالت این افراد در معرض انواع اتهامات، تهدید و ارعاب بود و پروندهٔ متهمان در اختیار او قرار نمی‌گرفت. به علاوه در ماه دسامبر ۲۰۰۸ مقامات دولتی دفتر کانون مدافعان حقوق بشر را که خانم عبادی مؤسس آن بود تعطیل کردند.
در جریان پرونده هیچ مدرکی علیهٔ این افراد ارائه نشد و علاوه بر آن در تمام مدت حبس به این افراد اجازهٔ ملاقات با وکیل‌شان، شیرین عبادی، داده نشد.
اولین جلسه دادگاه این اشخاص بعد از گذشت حدود ۲۰ ماه، روز سه‌شنبه ۲۲ دی ۱۳۸۸ برگزار شد. در طی این جلسه هیچ حکمی صادر نشد و ادامه دادرسی به جلسات آینده موکول شد. پس از حدود دو سال و نیم، در مرداد ۱۳۸۹ قاضی محمد مقیسه، رئیس شعبه ۲۸ دادگاه انقلاب تهران برای هر یک از این افراد ۲۰ سال حبس تعیین کرد.
در ادامهٔ محاکمهٔ این افراد اتهاماتی چون «جاسوسی» «فعالیت تبلیغی علیه نظام» و «راه اندازی و گسترش تشکیلات غیرقانونی» «همکاری با رژیم غاصب و اشغالگر قدس»، «مشارکت در جمع‌آوری اسناد طبقه‌بندی شده و ارائه آن به بیگانگان با هدف برهم زدن امنیت کشور»، «تبانی و اجماع با هدف برهم زدن امنیت کشور»، «تبانی و اجماع با هدف اقدام علیه امنیت داخلی و خارجی ایران»، «مخدوش کردن چهره جمهوری اسلامی ایران» و «فساد فی الارض» به متهمان وارد آمد که به گفتهٔ مهناز پراکند یکی دیگر از وکیل مدافع متهمان، این اتهامات توجیه قانونی نداشت و او در پرونده دلیل و مدرک قانع کننده‌ای نیافته بود. با این وجود اتهامات جاسوسی در مرحله تجدید، در شعبه ۵۴ دادگاه انقلاب به ریاست قاضی موحد، رد شدند و به دنبال آن مجازات به ۱۰ سال کاهش پیدا کرد، اما طبق اظهارات پراکند در نهایت، بدون اطلاع متهمان و وکلای مدافع، حکم دادگاه بدوی ابقا شد. پراکند در این باره اظهار داشت:« به ما گفتند دادستان کل از طریق رئیس قوه قضائیه، در مورد خلاف شرع بودن حکم (تجدید نظر) تقاضای اعاده دادرسی کرده، و حکم دوباره به ۲۰ سال تبدیل شده.» وی همچنین در خصوص اتهاماتی چون اجتماع و تبانی به قصد اقدام علیه امنیت کشور اظهار داشت «این‌ها (بهائیان) مراسم عبادی و آئینی دارند. هر ۱۹ روز یک بار که ضیافت نامیده می‌شود. دور هم جمع می‌شوند دعا می‌خوانند. چای و قهوه و شیرینی می‌خورند و بعد هم تمام می‌شود. این ضیافت‌ها و مهمانی‌هایی که داشتند را اجماع و تبانی به قصد اقدام علیه امنیت کشور تلقی کرده بودند.»

## آزادی
در نهایت محکومیت این افراد با اجرای دیرهنگام یک تبصره قانون جزایی مصوبه سال ۲۰۱۳ به ده سال زندان کاهش یافت ۶ نفر از اعضای این گروه پس از گذراندن دوران ده سال حبس خود در سال ۱۳۹۶ (۲۰۱۷-۲۰۱۸) از زندان آزاد شدند. عضو هفتم، عفیف نعیمی به علت مرخصی‌های درمانی در طول دوران حبس با توقف ده‌ماهه اجرای حکم رو به رو شده بود که در اردیبهشت ۱۳۹۷ برای اجرای باقی مانده حکم به زندان بازگشت.

### واکنش‌ها
بان کی مون دبیرکل سازمان ملل چندین بار نگرانی خود را از وضعیت این هفت مدیر بهائی اعلام کرده‌است از جمله در گزارش میان دوره‌ای از وضعیت حقوق بشر درایران در ماه مارس ۲۰۱۱. کمیسر عالی حقوق بشر سازمان ملل متحد نیز این موضوع را در نامه‌ها و ملاقات‌هایش با مقامات ایرانی پیگیری کرده‌است. او از این موضوع ابراز نگرانی کرده‌است که اتهامات وارده بر این افراد به معنای زیرپا گذاشتن تعهد ایران به میثاق بین‌المللی حقوق مدنی و سیاسی به خصوص در زمینهٔ آزادی دین و آزادی عقیده است.

## دیدار فائزه هاشمی
دیدار فائزه هاشمی رفسنجانی در اردیبهشت ۱۳۹۵ با فریبا کمال‌آبادی که به تازگی بعد از ۸ سال زندان به مرخصی آمده بود، واکنش‌های زیادی را به دنبال داشت.